# Jan Schroeder
Jan Schroeder (* 12. Oktober 1942 in Solingen; † 16. Februar 2019) war ein deutscher Hornist und Hochschullehrer.

## Leben
Seinen ersten Unterricht am Horn erhielt er von seinem Vater Willy Schroeder; später folgte Unterricht bei Heinrich Keller an der Musikhochschule Hamburg und ein Anschlussstudien bei Domenico Ceccarossi in Rom.
Schroeder wirkte von 1964 bis 1967 als 1. Hornist im Philharmonischen Orchester Dortmund sowie von 1967 bis 1972 an der Hamburger Staatsoper und von 1972 bis 1982 im NDR-Sinfonieorchester Hamburg. Des Weiteren war er zwanzig Jahre lang Stimmführer der Hörner und Wagnertuben im Bayreuther Festspielorchester.
Von 1970 bis 1986 war er Lehrbeauftragter für Horn und Kammermusik an der Lübecker Musikhochschule. 1981 wurde er zum Professor ernannt und lehrte als solcher ab 1982 auch an der HMT-Hannover.
1971 wurde er Preisträger beim internationalen Hornwettbewerb in Genf. Danach folgten internationale Jury- und Meisterkurstätigkeiten. Er war seit 1971 Mitglied des Consortium Classicum. Er war ebenfalls Mitglied bei „ProFive-Süddeutsche Bläsersolisten“.
Er galt als einer der führenden Hornisten des historischen Naturhornspiels und als ein international gefragter Solist, Kammermusiker und Horn-Mentor. Sein solistisches Hornspiel dokumentiert sich in diversen Rundfunkproduktionen und auf über 60 Tonträgern, u. a. bei EMI, DG, Novalis, ambitus, animato, Orfeo, M-DG und cpo.
Schroeder starb am 16. Februar 2019.